# Premio Templeton
Il Premio Templeton è un premio che viene assegnato per lavori riguardanti tematiche religiose e spirituali.
Istituito nel 1972 dal cristiano presbiteriano John Templeton come «Prize for Progress in Religion» e attualmente rinominato come Prize for Progress Toward Research or Discoveries about Spiritual Realities (Premio per il progresso nella ricerca o scoperte sulle realtà spirituali), è assegnato annualmente alle personalità che hanno dato particolari contributi nell'ambito della religione o della spiritualità, nella convinzione che «le rivelazioni scientifiche saranno una miniera d'oro per rivitalizzare la religione nel XXI secolo».
Riguardo al valore monetario del premio, John Templeton, «nominato Sir dalla regina Elisabetta II nel 1987», ha voluto che fosse superiore a quello del Premio Nobel, giustificandolo con il fatto che in quest'ultimo «la spiritualità viene ignorata».

## I vincitori del premio (dal 1973)
- Madre Teresa di Calcutta (1973)
- Frère Roger (1974)
- Sarvepalli Radhakrishnan, presidente dell'india (1975)
- Léon-Joseph Suenens, cardinale (1976)
- Chiara Lubich (1977)
- Thomas Torrance (1978)
- Nikkyo Niwano (1979)
- Ralph Wendell Burhoe (1980)
- Cicely Saunders (1981)
- Billy Graham (1982)
- Aleksandr Solženicyn (1983)
- Michael Bourdeaux (1984)
- Alister Hardy (1985)
- James McCord (1986)
- Stanley Jaki, fisico e filosofo (1987)
- Inamullah Khan (1988)
- George MacLeod e Carl Friedrich von Weizsäcker (1989)
- Baba Amte e Charles Birch (1990)
- Immanuel Jakobovits (1991)
- Kyung-Chik Han (1992)
- Charles Colson (1993)
- Michael Novak (1994)
- Paul Davies (1995)
- Bill Bright (1996)
- Pandurang Shastri Athavale (1997)
- Sigmund Sternberg (1998)
- Ian Barbour (1999)
- Freeman Dyson, matematico e fisico (2000)
- Arthur Peacocke (2001)
- John Polkinghorne, fisico e teologo (2002)
- Holmes Rolston III (2003)
- George Ellis, fisico e filosofo (2004)
- Charles Hard Townes, fisico (2005)
- John David Barrow, matematico e cosmologo (2006)
- Charles Taylor, filosofo (2007)
- Michael Heller, fisico e filosofo (2008)
- Bernard d'Espagnat, fisico e filosofo (2009)
- Francisco J. Ayala, genetista e biologo molecolare (2010)
- Martin John Rees, astrofisico e cosmologo (2011)
- Tenzin Gyatso, XIV Dalai Lama (2012)
- Desmond Tutu, attivista e arcivescovo (2013)
- Tomáš Halík, intellettuale e sacerdote (2014)
- Jean Vanier, filosofo e filantropo (2015)
- Jonathan Sacks, rabbino e filosofo (2016)
- Alvin Plantinga, filosofo, teologo e educatore (2017)
- Abd Allah II di Giordania, monarca (2018)
- Marcelo Gleiser, fisico (2019)
- Francis Collins, genetista (2020)
- Jane Goodall, etologa e antropologa (2021)
- Frank Wilczek, fisico (2022)[3]
- Edna Adan Ismail, attivista (2023)[4]
- Pumla Gobodo-Madikizela, psicologa (2024)[5]
- Bartolomeo di Costantinopoli, arcivescovo (2025)[6]

## Critiche
Il premio è stato più volte criticato da vari scienziati, come ad esempio:
- il biologo Richard Dawkins, che nel suo libro L'illusione di Dio ha affermato che il premio viene assegnato a «qualsiasi scienziato disposto a dire qualcosa di bello sulla religione».[7]
- il fisico Sean M. Carroll.[8]

Una delle principali critiche al premio è di pregiudicare le conclusioni dei candidati, premiando solo coloro che sostengono la compatibilità tra scienza e religione ma ignorando totalmente i contributi di coloro che invece mettono in evidenza le incompatibilità.  In particolare il premio è stato criticato da quella parte del mondo scientifico che considera incompatibili scienza e religione. Questi scienziati considerano il premio più una forma di propaganda che un'obiettiva valutazione delle conclusioni raggiunte. 